# Sauer Ignác
Sauer Ignác (Veszprém, 1801. október 1. – Pest, 1863. november 17.) magyar belgyógyász, egyetemi tanár, a pesti egyetem kétszeri dékánja (1859/60 és 1860/61), majd rektora (1863), a Magyar Tudományos Akadémia levelező tagja (1859), az ország főorvosa (1848–49, 1861), a kopogtatás és hallgatózás magyarországi meghonosítója, a magyar orvostudomány és közegészségügy egyik kimagasló jelentőségű alakja.

## Életpályája

### Pályájának kezdete
A szülői házban magánoktatásban részesült az elemi tantárgyakból. Gimnáziumi tanulmányainak első négy osztályát a veszprémi piarista gimnáziumban kezdte (a mai Lovassy László Gimnázium), majd a maradék két osztályt, a szónoklati és költészeti osztályokat, Pesten fejezte be. Az akkori tanrend szerint három évig tanulta a bölcseleti tudományokat, a francia és olasz nyelvek gyakorlása mellett. Az orvosi tanfolyam első három évét, 1821–1823 között, a pesti tudományos egyetemen végezte kitűnő eredménnyel. A gyakorlati tanfolyamot a bécsi egyetemen Friedrich Hartmann (1767–1851), Johann von Raimann (1780–1847), és Josef von Škoda (1805–1881) akkori nagy hírű tanárok vezetése alatt, a legjobb sikerrel hallgatta, aminek eredményeként 1826-ban orvosdoktori, 1827-ben pedig szülészmesteri oklevelet szerzett.
A bécsi általános kórház (Allgemeines Krankenhaus) különféle osztályain három évig másodorvosként működött, azt követőien pedig 1830-ban a bécsi lelencház és az azzal összekötött gyermekkórház főorvosi teendői lettek rábízva. Eközben kitört a még akkor merőben ismeretlen keletindiai kolerajárvány aminek etiológiájában és kezelésében Sauer hamarosan ismertté vált. 1831-ben a bécsi Udvari Haditanács intézkedése által Galíciába küldték, ahol a járvány leküzdésében hamarosan vezető szerepe lett. Öt hónap után azonban visszahívták Bécsbe mert itt is jelentkezett a járvány, és a józsefvárosi koleraházban dolgozott mint főorvos. Amint a kolera tovább terjedt, Sauer mindenütt nyomában volt, ott működött ahol a legnagyobb volt a veszély.
1833-ban a járvány megszűnése után visszatért Bécsbe ahol előorvosi teendőit tovább folytatta mint a lipótvárosi fegyencház főorvosa, mígnem Gross-Enzersdorf város főorvosának lett kinevezve, ahonnan azonban a helyi lakosság nagy sajnálatára 1837-ben újból Bécsbe hívták városkerületi főorvosnak és a büntető törvényszéki kórház első orvosának.

### A pesti orvoskaron –„Nulla est auctoritas nisi experientia”
Első nagy munkáját 1841-ben adta ki "Die vier Cardinalformen des Typhus" címen, amelyben a tífuszról szóló elemzése Johann Hildenbrand (1763–1818) nagyhírű bécsi orvos 1810-es tanulmánya óta először tartalmazott új nézeteket. Ugyanaz évben bocsátotta közre "Doctrina de Percussione et Auscultatione" című művét, amivel meghonosította a kopogtatás és hallgatózás gyakorlatát Magyarországon. Ugyane munkájában írt a bizonyíték alapú gyógyászatról, azaz arról, hogy az orvostudományt a természettudományok segítségével gyűjtött biztos adatokra kell alapítani, nem pedig „gyanítmányokra”, amely tézis a 21. században általánosan elfogadott, de Sauer korában radikálisan új nézetnek számított. E művei nagy visszhangra találtak, és megnyitották előtte a magyar egyetem kapuit, neves riválisokat legyőzve. A nagy emlékezetű Bene Ferenc (1775–1858), a gyakorlati orvostan tanárának lemondásával megüresedett tanszékvezetői posztot 1843-ban nyerte el. Ennek alkalmából, beiktatási beszédét ékes magyar nyelven tartotta, amelyre előtte még nem volt példa a magyar egyetemek csarnokaiban, és ami abban az időben jelentős bátorságról tanúskodott.

Egyetemi tanári munkájában gazdag szakismerettel, szabatos és könnyűnek látszó előadásaival és célszerű oktatási módszerével tüntette ki magát. Tanelvei az új orvoskar elveivé váltak. Saját szavaival:

„Szükséges, hogy iskolánk az ezeréves tapasztalatokon alapuló tanokat az új ismeretekkel összhangban adja elő. Szükséges, hogy az orvostan saját hiányait elismerje, s azokat szakértők előtt üres elméletekkel ne palástolja, ne homályosítsa a kétségeket: vallja be, amit nem ismer, jól tudva azt, hogy amiket tudunk, igen is szűk korlátok közé szorítják.”

Sauer neve összekapcsolódik a modern belgyógyászat fizikai diagnosztikára alapuló elveivel amelyet később tanítványa Korányi Frigyes (1828–1913) és más jeles orvosok bontakoztattak ki. Az abban az időben, és még a 21. században is, divatos de bizonyíték nélküli gyógymódok egyikének sem hódolt. Tagadta az allopathia létezését és a homeopathia érvényességet. Tudományos ellenfele volt Samuel Hahnemannak (1755–1843) aki a homeopathia filozófiájának egyik megalapítója volt. A homeopathiaról Sauer tanítványainak ezt mondta:

„Ezer évnél tovább tévelygett irány nélkül az elméleti orvostan, mi hasznot sem hajtva a praxis számára. Minden század teremtett s temetett el tanrendszereket, de minden rendszernek maradtak pártolói, kiket hanyagság, eszmehiány, szokás s kegyelet szedett össze s tartott együtt. S ezek átszármaztak századokon át, s uralkodnak egyszerre, és lett káosz miből a praxis természetesen mi hasznot sem húzott.”

A bizonyíték alapú orvoslás még ma is érvényes tézisét fogalmazta meg diákjainak:

„Ma barátim, csak bebizonyított tényeket ismer el a medicina, nem hódol semmi ábrándnak és arra épített rendszernek, legyen annak neve allopathia vagy homeopathia, hydropathia vagy magnetismus, átlátva, hogy a legcifrább mysticismus sem ér többet mint bármely cigánynőnek kuruzslása." Mondása a kor haladó orvosainak mottója lett: "Nulla est auctoritas nisi experientia" azaz "Csak a tapasztalatnak van érvénye".”

### Szerepe az 1848–49-es szabadságharcban
Az 1848–49-es forradalom és szabadságharc alatt orvostörténelmi vezető szerepet kapott. Az első felelős magyar minisztérium 1848. május 1-jén a Földművelés-, Ipar- és Kereskedelemügyi Minisztérium egészségügyi osztályán tanácsossá és országos főorvossá nevezte ki. 1848. szeptember 20-án Batthyány Lajos az Országos Nemzetőrségi Haditanács igazgató főorvosává nevezte ki a honvédorvosok feletti felügyeleti jogkörrel, alezredesi rendfokozattal. Minisztériumi tanácsosi és országos főorvosi tisztét megtartotta. 1848. november 8-tól, Stáhly Ignác (1787–1849) utódaként, ideiglenes jelleggel vezette a polgári egészségügyi osztályt. 1848. december 5-től végleges kinevezést kapott az egészségügy polgári ügyeinek vezetésére a Földművelés-, Ipar- és Kereskedelemügyi Minisztériumban. A nemzetőrségi katonaorvosok feletti felügyeleti joga is ekkor szűnt meg teljesen. 1849-ben Pesten maradt és munkáját az ideiglenes polgári közigazgatás egészségügyi osztályában folytatta.
Családja és maga hazafiságának jele, hogy felesége, Schiffner Emilia, akit az akkori sajtó Pest legszebb nőjének kiáltott ki, a fővárosba érkező első magyar minisztériumot – a város nevében – az ünnepélyes fogadáskor köszöntötte. A szabadságharcban betöltött szerepéért, annak leverése után Sauer egy évre elvesztette tanszékét. Visszajőve, csaknem teljesen egyedül mert harcolni a törekvés ellen, amely az orvosképzés hivatalos nyelvének a németet tette volna. Amikor a bécsi kormány a pesti egyetem ingatlanait eladandónak nyilvánította, egyedül Sauer merészelt ismét harcolni azért, hogy az áruba bocsátott javak nem a bécsi minisztérium, hanem a pesti egyetem tulajdona.
A Bach-korszak alatt, 1853. április 27-én, Klauzál Gábor második házasságának tanúja volt, ami egyben hittétel volt a 48-as eszmék mellett. Klauzál Nagysándor József aradi vértanú (1803–1849) volt menyasszonyát, Schmidt Emmát, vette feleségül a Heves vármegyei Kápolnán, ami az 1849. február 26–27-ei helyszíne volt az osztrák és magyar főseregek kétnapos ütközetének. (Klauzál Gábor Társaság)

### Dékáni, rektori és akadémiai munkája

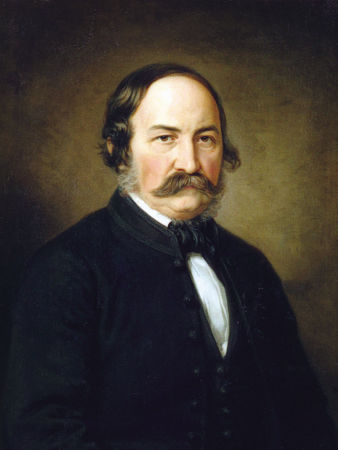
Barabás Miklós festménye Sauer Ignácról

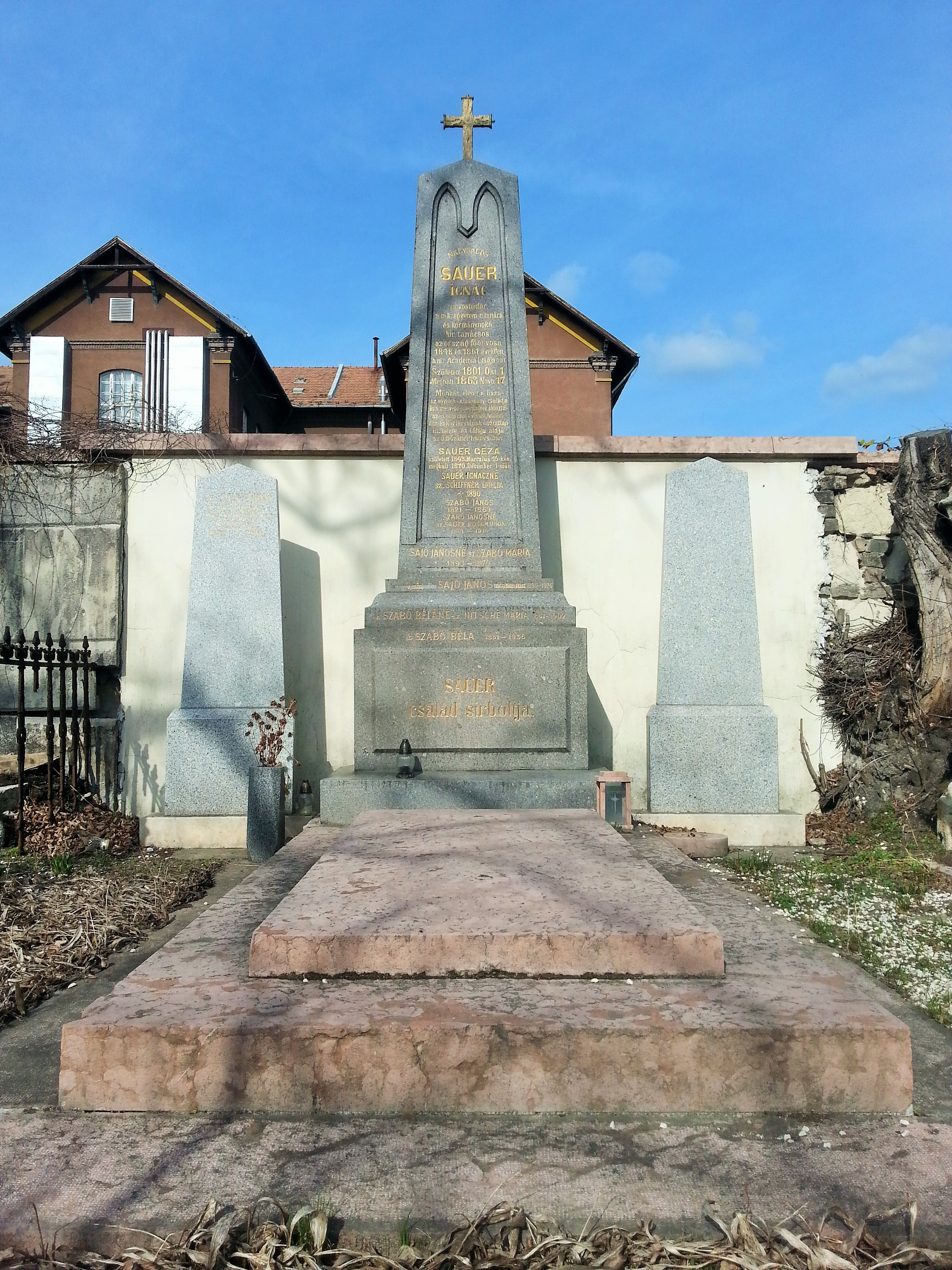
A Sauer család sírja a Fiumei úti sírkertben (Bal oldali falsírboltok: B/94)

Tudományos kutatásai és eredményei a korabeli gyakorlati orvostan fejlődéstörténetébe vonultak. A kopogtatás és hallgatózás bevezetésén túl, a kolera, a tífusz , és számos más betegség kezelésében és gyógyászatában ért el említésre méltó eredményeket melyeket nagyszámú publikációban tett közzé magyar és német szakfolyóiratokban és könyvekben. Az elismerés a tudomány részéről nem maradt el. A bécsi és pesti orvosi és természettudományi egyletek, és 1859-ben a Magyar Tudományos Akadémia is tagjainak sorába vette. Az orvoskar pedig, mihelyt azt szabadon tehette, dékánná választotta az 1859–60 és az 1860–61-es tanévekre.
Akadémiai székfoglaló beszédében, melyben a magyarországi népesedés alakulását elemezte, széles körű összehasonlítást tett a magyar és külföldi mutatók között oly magas szinten, hogy a Magyar Tudomány 2000 januári száma Sauert a magyar demográfiában az összehasonlító módszertan úttörőjének nevezte.
1861-ben az alkotmányos magyar kormány ismét Sauert kérte fel az ország főorvosának. Egy éven belül azonban, ahogyan Szabó József kolozsvári orvostanár írja: „látva, hogy a haza politikai hánykódása és a nemzet s kormány közt megtört bizalom minden közvetítést lehetetlenné, a legjobb terveket kivihetetlenné tészen, visszatért... és lett megint a magyar egyetem osztatlan kincse, ahol a tisztelet s érdemeinek méltánylása és a közbizalom 1863–64-ik évre az egyetemi rektorság magas méltóságának terhes hivatala vitelére kérte fel.". Mint a pesti egyetem rektora, amely az orvoskaron túl számos más kart is magában foglalt, nemcsak arra törekedett, hogy magántanárok által növelje az oktatók számát, hanem arra is, hogy az egyetem befolyását birtokainak kormányzására megóvja.
1863. november 17-én kedden érte utol a halál. E nap reggelén még előadást tartott diákjainak és délután részt vett a szigorlaton. Tőle szokatlanul korán ment haza mert nem érezte jól magát. Aznap éjjel, az akkori diagnózis szerint, szívtúltengés vetett véget munkás életének. A Vasárnapi Ujság 1863. november 22-i számában az elhunytat mint "a magyar orvosi kar legtekintélyesebb tagját, az emberiség valódi jótevőjét, s számtalan ember élete megmentőjét" búcsúztatja.
A Magyar Orvosok és Természetvizsgálók 1875-i XVIII. Nagygyűlése így emlékezett meg róla: "Sauer elvben és tettben következetes emberbarát és tanár, tanítványainak atyja és barátja, ügytársai iránt méltányos és mindenek iránt igazságos volt, kit a méltósági és vagyoni fény büszkévé nem tett, ki a becsületesség útjáról soha félre nem lépett. Köztünk és az Ő szelleme közt a tisztelet kapcsát a tudomány hozta létre; ezt a halál szétrombolni nem képes, mert mi az Ő emlékében a tudományt tiszteljük, és önmagunkat becsüljük. Adja az ég, hogy ily férfiakban mindig bővelkedjék a haza!"
Halála után, az orvoskar Barabás Miklóstól, Sauer barátjától, rendelte meg portréját ami még ma is a Semmelweis Egyetem (honlapja) tanácstermében függ.
Földi porai a Fiumei úti sírkertben nyugszanak. Sírboltjának felirata: "Munkás életét a haza, az egyetem, a tudomány, családja és a szenvedő emberiségnek áldozta, azért nem csak övéinek, hanem kar- és kortársainak osztatlan tisztelete és hálája áldja az üdvözültet hamvaiban.”  2011-ben Veszprém városa domborműves emléktáblát helyezett el szülőházán, a mai Óváros tér 8. homolokzatán.

## Kora és kortársai
Ahhoz, hogy Sauer munkájának jelentőségét teljességében felmérhessük, fontos korának és környezetének megértése.

### A pesti orvoskar

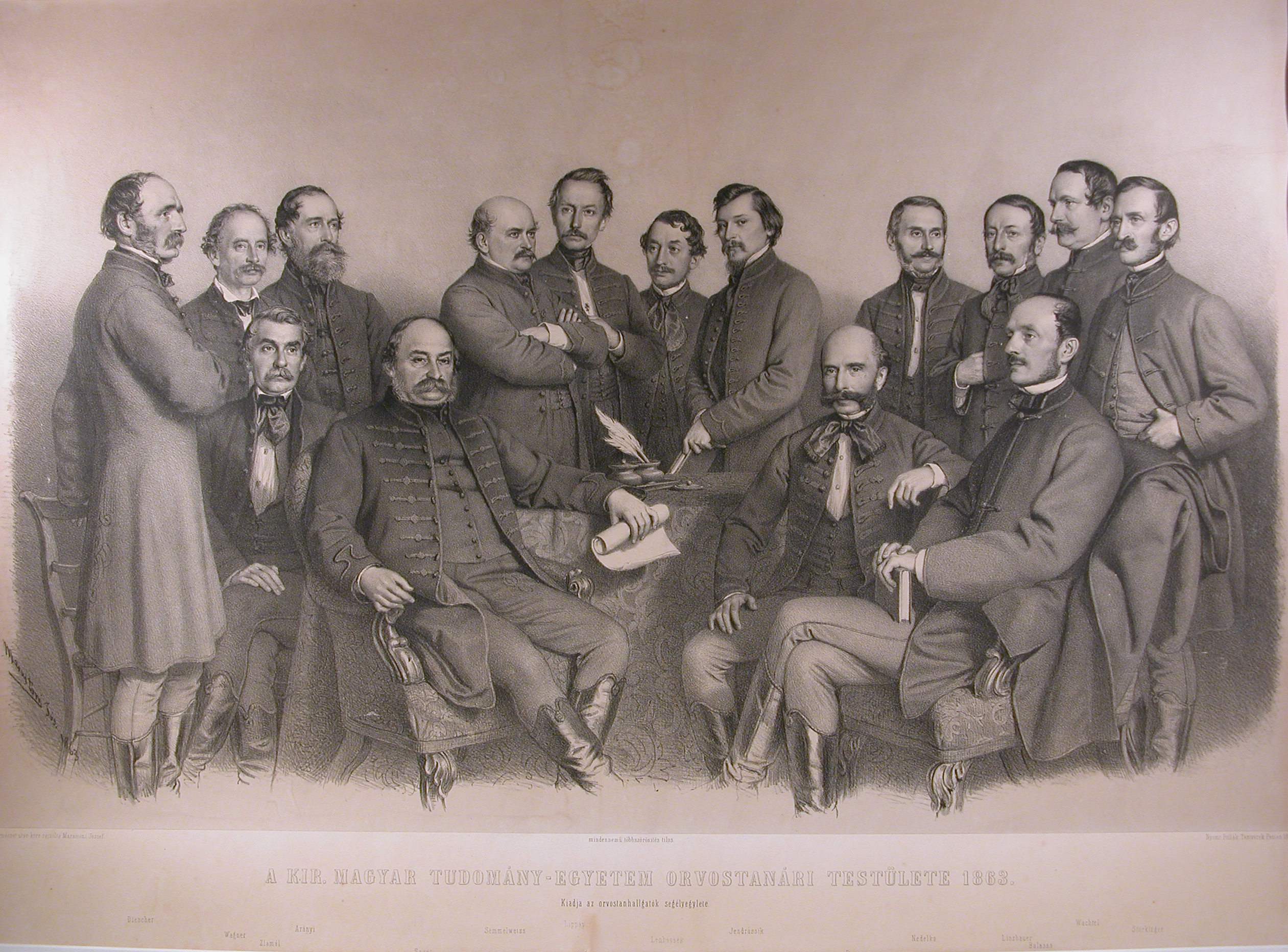
A királyi magyar tudományegyetem orvostanári testülete 1863-ban. A képen állnak (balról): (1) Diescher János, (2) Wágner János, (3) Arányi Lajos, (4) Semmelweis Ignác, kezeit keresztbe fonva, (5) Lippay Gáspár, (6) Lenhossék József, (7) Jendrassik Jenő, (8) Nedelkó Döme, (9) Linzbauer Ferenc Xavér, (10) Wachtel Dávid, (11) Stockinger Tamás. Ülnek (balról): (12) Zlamál Vilmos, (13) Sauer Ignác, (14) Rupp János Nepomuk és (15) Balassa János. Litográfus: Marastoni József

A 19. század első felében a pesti orvoskar sok tekintetben nem versenyezhetett a külföldi egyetemekkel. Annak ellenére, hogy külföldön, kitűnő iskolákban végzett magyar orvos tanárok nagy számmal tevékenykedtek, az intéző hatóság az orvoskart főleg osztrák és német származású és érzelmű tanárokkal népesítette be. Ahogyan Magyary-Kossa Gyula írja, "A mi vérünkből valót menni hagytuk, és az idegent meg importáltuk." Ez kulturális és nacionális ellentéteket is szült. Az 1850-es években az aulikus érzelmű Tognio Lajos (1798–1854) egyetemi tanár javaslatára, aki akkoriban a kórélettani tanszék vezetője és kinevezett orvoskari dekán is volt, a német nyelvet tették meg az egyetem ügyviteli, azaz hivatalos, nyelvévé. "Az egész orvoskari tanártestületből csupán Sauer professzor volt az, ki a javaslat ellen szavazott s aki e tette miatt azonnal rajongó Chauvinistanak lőtt kikiáltva bizonyos körök részéről." Mind Sauer mind pedig Balassa János (1814–1868), kik az újabb kórtani irányt képviselték az orvoskaron többször ellentétbe kerültek Tognioval akit a Kossuth kormány megfosztott, majd az abszolutizmus visszahelyezett tanszékébe. Jellemző volt Togniora az a véleménye amellyel Balassát afféle "sebész virtuóznak" tartotta akire "az egyetemnek semmi szüksége."

### A Magyar Orvosi Akadémia terve
A 19. században a magyar orvosi hivatás két csoportra tagolódott, melyek nem minden esetben fértek meg egymással: Az orvostanárok, akik az egyetemen működtek sok tekintetben nem értettek egyet az orvostudorokkal (praktizáló orvosokkal), ami természetesen súrlódáshoz vezetett. Sauer, aki maga mindkét területen működött, jól megértette a viszály mibenlétét és igyekezett azt diplomáciai úton megoldani, nem egy ízben Balassa tanár segítségével.
1848-ban, az első magyar minisztérium számára tervet dolgozott ki a “Magyar Orvosi Akadémia” felállításáról. Az Akadémiának öt osztálya lett volna, I. Természet és Élettani, II. Vegytani és Gyógyszerészeti, III. Orvosi, IV. Sebészi, V. Rendőrségi és Állattani, és minden tudor, sebész és gyógyszerész tagja lehetett volna.
Terve az volt, hogy az orvostudorok testületét elkülönítse az orvostanári testülettől annyiban, hogy a két testület egymás működését csak ellenőrizhesse de ne akadályozhassa. Sauer azt kívánta, hogy a szigorlatoknál a tanárokon kívül egy orvostudor is (aki az Orvosi Akadémia egyik választott tagja) mint vizsgáló jelen legyen. Továbbá, az akkori gyakorlattal ellentétben, azt szorgalmazta, hogy az egyetemi tanszékek betöltésére ne csak az egyetemi tanárok, hanem az Orvosi Akadémia választmánya (melyeknek a tanárok is tagjai) tegyenek javaslatot. Ezzel azt akarta megelőzni, hogy a tanárok kizárólag hasonnézetű tanár kollégákat ajánljanak a szakértelmiség rovására. Azaz, a belterjességet próbálta megakadályozni.
Annak ellenére, hogy sok követőt talált a tervezett Orvosi Akadémia megvalósításában, az 1849-ben bekövetkezett politikai és honvédelmi viharok e tervet elsodorták. Az orvostanárok és orvostudorok ellentétének kisimítását azonban nem adta teljesen föl. Az 1850-es években Balassával együtt felvételét kérte és nyerte az orvostudorok társaságába. E két nagyhírű és nagyrabecsült orvostanár jelenléte az orvostudorok között nagy jelentőséggel bírt, és mivel mindkét testület maga közé számította őket, lényegesen hozzájárult a nézeteltérések csökkentéséhez.

### Közegészségügy
Sauer egyik legnagyobb erőfeszítését a közegészségügy megszervezésére tette, és lefektette az alapjait annak a rendszernek amit később Balassa, Korányi, és Markusovszky Lajos (1815–1893) fejlesztett ki az Országos Közegészségi Tanács tevékenysége által, amelyet Sauer halála után öt évvel, 1863-ban hoztak létre. Poór Imre (1823–1897) a kitűnő bőrgyógyász és a Gyógyászat című szaklap megalapítója, egykori tanársegédje és követője, így emlékszik vissza: „Sauer buzgó törekvése kizárólag a hazai közegészség rendezésére volt irányozva, ezen eszmének élt ő mint kétszer országorvos s mint gyakorló orvostanár, kinek legtöbb alkalma volt meggyőződnie közegészségügyünk semmisége felől. – Tanítása közben gyakran panaszkodott Sauer az állam s egyesek tétlensége felől az ép élet és közegészség tárgyában. Azért midőn Sauer 1848-ban az első kir. m. minisztériumban, mint Klauzál Gábor földmívelési ipar- és kereskedési miniszternek osztálytanácsosa működött, a főkormányszéki egészségügyi osztályt akként kezdte szervezni, hogy azzal az összes magyarhaza népeinek fizikai jólléte idővel biztosíttassék; e célra az évi költségvetésbe 128,050 pftot vétetett föl, nevezetesen az országos kórház fölállítására 100 ezer frtot, orvosi kar elrendezésére és orvosi pályakérdések jutalmazására 10 ezer ftot, a többit egyéb közegészségi (vesztegintézetek, kolera, himlőoltás stb.) ügyek elintézésére tervezte. A közegészség rendezésének e nagyreményű kezdeményezését az idők vihara elsodorta.”"

## Művei

### Könyvek

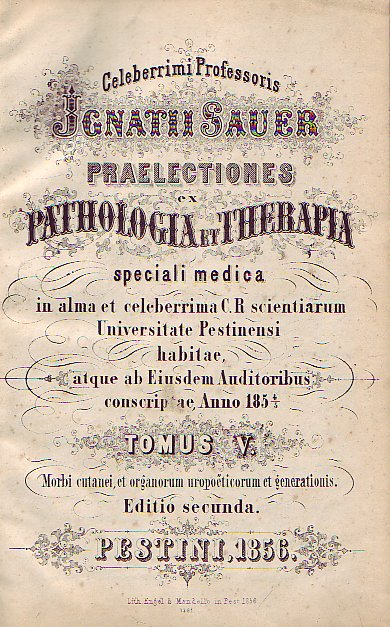
Sauer Ignác Praelectiones Pahtologia et Therapia... c. könyve V. kötetének belső borítója

- Dissertatio inauguralis medica de amaurosi. Vindobonae, 1826 Online
- Dr. Sauer Ignácz új gyógymóda gyuló-ibolós hamaggal (kali hydrojodicum) a hagymázban. Közli Szép György: Orvosi Tár, 5. félév, 12. szam, 1840
- Der Typhus in vier Cardinalformen. Wien, 1841 Online
- Doctrina de percussione et auscultatione, quam juxta principia cel. D. Skoda concinnavit. Vindobonae, 1842 Online
- Huzamos bőrkütegekről. M. Orvos-Sebészi Évkönyv, 1844
- Praelectiones ex pathologia et therapia speciali medica in alma et celeberrima C.R Scientiarum Universitate Pestinensi habitae, atque ab Eiusdem Auditoribus conscriptae, Anno 1854–1855. Tomus I-VI. Hat kötet. (Ism. Pesti Napló 1854. 278. sz.)
- Sauer Ignác egyetemi tanár urnak kórodai előadásai a keletindi hányszékelésről (Cholera Ostindica). Közli Dr. Poor Imre. Kiadják a gyógyászat hallgatói. Pest, 1855 Online (Ism. Pesti Napló 76. sz.)

### Beszédek
- Beszéd a magy. kir. egyetem eddigi szellemi fejlődéséről és a fejlődést gátló okokról és azok elhárítási módjáról. Buda, 1863
- A népesedés akadályairól Magyarországban. Székfoglaló beszéde a Magyar Tudományos Akadémián, 1863. február 15.

### Tudományos cikkek szakfolyóiratokban
- Székfoglaló beszéde 1843. márcz. 11. Orvosi Tár, 1843
- A szívbántalmakrúl. Orvosi Tár 1844, Harmadik Folyamat, V-ik kötet, 21. sz., 321–328.
- Nyilatkozat Polya József úrhoz. Orvosi Tár, 1848
- Szívbántalmakról. M. Orvosok és Természetvizsgálók Munkálatairól, IV. 1844
- A gerinczagy bántalmairól. M. Orvosok és Természetvizsgálók Munkálatairól, VI. 1846
- A népesedés akadályai Magyarhonban. M. Akadémiai Értesítő. Math. és Term. Közleményei III, 1862–63
- Über das als specifisches Heilmittel der Pneumonie empfohlene schwefelsaure Kupferoxyd. Zeitschrift für Natur- und Heilkunde, 1859
- Behandlung des Abdominal-Typhus mit Jodkali. Zeitschrift für Natur- und Heilkunde, 1860
- Hamiblag hasi hagymázban. Orvosi Hetilap, 1860
- Lehet-e szív szervi bajainak elejét venni? Gyógyászat, 1861
- Szívbellob és szívburoklob lábtőízlobbal. Gyógyászat, 1861
- Kórodai közlés. Gyógyászat, 1861
- Észrevételek a váltóláz okisméje és gyógykezelése körül. Gyógyászat, 1861
- Az álczás váltóláznak két ritkább esete. Gyógyászat, 1861
- A csúz ok-, kór- és gyógytana. Gyógyászat, 1861
- A pozsga jeltana és gyógykezelése. Gyógyászat, 1862
- A fehérvér kórtana és gyógytana. Gyógyászat, 1862
- A mellhártyalobról. Gyógyászat, 1862
- A tüdőlobról. Gyógyászat, 1862
- A mellhártyalob kórtana és gyógytana. Gyógyászat, 1862
- A tüdőlob kórtana és gyógytana. Gyógyászat, 1862
- Rectori beszéde október 1, 1862. Gyógyászat, 1862
- Torokgyík, vagyis hártyás toroklob kór- és gyógytana. Gyógyászat, 1863
- Genyvér, evvér és posvér. Gyógyászat, 1863
- A szívbetegségek fő jelei és következményei. Gyógyászat, 1863
- Szívburoklob. Gyógyászat, 1863
- Szívburokvíz és szívburoklég. Gyógyászat, 1863
- Hugyvér, légkörvér, legkönenyvér. Gyógyászat, 1863
- Szívbellob. Gyógyászat, 1863
- Beszéd az egyetem újjáalakításának 83-ik évnapján. Gyógyászat, 1863
- Rectori lemondó beszéde okt. 1, 1863. Gyógyászat, 1863
- Szívsorvadás, szívvízlob, szívtúltengés. Gyógyászat, 1864
- A légzésszervek betegségei. Gyógyászat, 1864
- Nátha, sziket, orrvérzés; orrpofeteg, tulszagláshiány, tévszaglás, tüsszögés, gégehurut. Gyógyászat, 1864
- A népesség akadályai Magyarhonban. Gyógyászat, 1864
- Idült gégehurut. Gyógyászat, 1865
- Szívtágulat. Gyógyászat, 1865
- Ideges szívdobogás. Gyógyászat, 1865
- A szívbillentyűk és nyilások bántalmai. Gyógyászat, 1865
- Függérlob. Gyógyászat, 1866
- Ütérlob. Gyógyászat, 1866
- Visszérlob. Gyógyászat, 1866
- Nyirokedénylob. Gyógyászat, 1866
- A Keleti hányszékelés kórrajza egyedi eseteiben. Gyógyászat, 1866
- Kénsavas rézéleg tüdőlob ellen. Gyógyászat, 1866
- Terve egy «magyar orvosi akadémia» fölállítása iránt 1848. Gyógyászat, 1866
- Tanácsa tanítványaihoz. Gyógyászat, 1866
- Nyirkmirigylob. Gyógyászat, 1866
- Függérdag. Gyógyászat, 1866
- A szívbajok kórtana és gyógytana. Gyógyászat, 1866
- Szívtúltengés. Gyógyászat, 1872